# Divizia A2 de volei feminin
Campionatul României de Volei Feminin - Divizia A2 (pe scurt: Divizia A2) este organizat de Federația Romana de Volei , jucându-se anual. Prima fază este împărțită în două competiții: Divizia A2 Vest și Divizia A2 Est.
Campionii și vicecampionii se confruntă unul cu celălalt într-un final four numit Turneu de Promovare în Divizia A1.

## Competiții Vest și Est
În sezonul 2009-10, Divizia A2 Vest a reunit opt echipe în căutarea mult așteptatei calificări în Divizia A1. Prima fază a fost dominată de CSM Lugoj , care nu a cunoscut înfrângerea, urmat de CS Argeș Volei Pitești , care a avut unsprezece victorii și trei înfrângeri. Estul a reunit șapte echipe în sezonul 2009-10, fiind dominat de CS Pro Volei Botoșani , care a pierdut o singură dată, urmat de CSM București.
În sezonul 2010–11, Divizia A2 Vest a prezentat un format diferit în Faza I. Echipele au fost împărțite în două grupe: Nord-Vest și Sud-Vest. La Turneul de Promovare s-au calificat echipele de la CS Argeș Volei Pitești și CN Mircea cel Bătrân. La Est, echipele au fost împărțite în două grupe: Nord-Est și Sud-Est. Primul, cu doar trei reprezentanți, a clasificat CSU Galați și CSM 2007 Focșani . Al doilea, la rândul său, a clasificat CS Constructorul București și CS Rapid București. CSU Galați și CSM 2007 Focșani au avansat la Turneul de Promovare, după o ciocnire între cele două grupe. 
CSM Volei Alba Blaj își începe călătoria în voleiul feminin în sezonul 2011-12. Imbatabilă, echipa din mediul rural românesc a obținut cel mai bun loc în Faza I a Diviziei A2 Vest, fără să piardă un singur joc. Pentru al doilea an consecutiv, CN Mircea cel Bătrân a avansat la patrulater. Nou-veniții CSM Comision Brăila și CS Rapid București s-au clasat pe primul loc în Divizia A2 Est în sezonul 2011–12. 
După un loc patru, CSM Târgoviște , se alătură CSU Oradea ca reprezentanți ai Diviziei A2 Vest în patrulaterul de acces. Pentru proba de Est, reprezentanții sezonului 2012-13 au fost ACS Penicilina Iași și tradiționalul CS Rapid București. 
Nou-venită ACS Știința Miroslava Iași s-a alăturat deja cunoscutului CN Mircea cel Bătrân din RV (schimbare de eveniment), pentru a reprezenta împreună Divizia A2 Est, în timp ce cele două nou-venite CS „U” Cluj și CSM Satu Mare , au reprezentat Divizia A2 Vest, în 2013-14. 
În sezonul 2014-15, Divizia A2 Vest a avut echipele clasate pe primul și pe locul doi de la CS Rapid București, respectiv ACS Știința Miroslava Iași. Pentru proba Vest, reprezentanți au fost CSU Târgu Mureș și CN Mircea cel Bătrân din RV, care au revenit să concureze în vechea sa zonă. 
SCM Pitești a fost cel mai bine plasat în Divizia A2 Est în sezonul 2015-16, urmată de CSU Galați. Pe partea de vest, cei doi reprezentanți au fost AS Universitatea Politehnica Timișoara și Timișoara VC. 
În 2016-17, evenimentul Est a dus doi participanți cunoscuți în patraunghiul final, CS Rapid București și CSM 2007 Focșani. Pe partea Vest, echipele din Timișoara VC și CS „U” Cluj s-au alăturat echipelor menționate mai sus. 
Sezonul 2017–18 Divizia A2 Vest a văzut deja cunoscuta echipă CSU Orade și nou-venită FC Argeș Pitești ajungând în faza finală. Pe partea de Est, din nou, tradiționalele CSU Galați și CS Rapid București s-au numărat printre principalele cluburi.
Din cauza numărului de echipe rămase în Divizia A1, în sezonul 2018-19 nu s-a disputat Turneul de Promovare, având calificate direct cele mai bune două echipe din Divizia A2 Vest (CSM Tîrgu Mureș și FC Argeș Pitești) și Divizia A2 Est (CS Medgidia și CS Rapid București). În sezonul următor, 2019-20, cei doi cei mai buni de la Certame Vest (CSU Tîrgu Mureș, respectiv CSU Oradea) și cei doi cei mai buni de la Certame Est (CSM 2007 Focșani și respectiv AV Tomis Constanța) ar fi trebuit să joace în promovarea turneului, dar din cauza pandemiei de Covid-19 nu a fost posibil să o țină.

### Rezultate
Mai jos campioanele seriilor Vest și Est ale Diviziei A2 de volei feminin.

## Turneul de Promovare
Turneul de Promovare este faza finală care reunește reprezentanții Diviziei A2 Vest și Divizia A2 Est. Se joacă într-un patrangular final cu puncte drepte. Primii doi se califică în Divizia A1 a anului următor.
În sezonul 2009–10, Turneul de promovare în Divizia A1 a Campionatului României, a reunit CSM Lugoj și CS Argeș Volei Pitești , reprezentanți ai Diviziei A2 Vest, și CS Pro Volei Botoșani și CSM București, reprezentanți ai Diviziei A2 Est, in careul de ași. Echipa CS Pro Volei Botoșani și-a învins toți adversarii, urmată de CSM București, cu o singură înfrângere, CSM Lugoj, cu o singură victorie și CS Argeș Volei Pitești. Primele două au garantat accesul în Divizia A1. 
În 2010-11 s-au întâlnit CSU Galați, CS Argeș Volei Pitești, CSM 2007 Focșani și CN Mircea cel Bătrân. Fără să le ofere o șansă adversarilor, CSU Galați și-a asigurat cele trei victorii necesare revenirii în elita românească. Însoțindu-l, CS Argeș Volei Pitești a urcat, pierzând doar un meci.
CSM Volei Alba Blaj a dat dovadă de maturitate în Turneul de promovare al sezonului 2011-12, câștigând toate cele trei întâlniri. Au urmat CSM Comision Brăila, CS Rapid București și CN Mircea cel Bătrân. 
Trei echipe au obținut același rezultat în sezonul 2012-13, două victorii și o înfrângere. Clasamentul a fost decis de numărul de seturi câștigate și pierdute, urmate de ACS Penicilina Iași, CSM Târgoviște, CS Rapid București și, în final, CS Universitar Oradea.
Cu două victorii 3x0 și una 3x2, CS Universitatea Cluj a obținut cel mai bun loc în patrulagul de promovare în sezonul 2013-14, urmată de ACS Știința Miroslava Iași, cu o singură înfrângere.
Reprezentanții Diviziei A2 Vest s-au retras de la participarea la Turneul de Promovare din sezonul 2014-15. Așadar, locul trei în Faza I Vest, Timișoara VC , cunoscut în prezent drept UVT Timișoara VC, s-a alăturat reprezentanților din zona Est Cu doar trei echipe, turneul s-a încheiat cu următorul clasament: CS Rapid București, ACS Știința Miroslava Iași. Timișoara VC.
SCM Pitești nu le-a dat o șansă rivalilor săi în Turneul de Promovare al sezonului 2015-16, câștigând toate cele trei meciuri în etapa finală (două 3-0, unul 3-2). Au fost urmați de CSU Galați, cu o singură înfrângere (în tie break ), Timișoara VC și AS „U” Politehnica Timișoara.
În 2016-17, Timișoara VC a avut cea mai bună campanie din patrulagul de acces, câștigând toate meciurile. Au urmat echipele CS „U” Cluj, CS Rapid București și CSM 2007 Focșani.
În sezonul 2017-18, CSU Galați, încă un an, a mai obținut acces în Divizia A1, în încercarea de a reveni la marea echipă care a fost în trecut. Cu a doua cea mai bună campanie a fost CSU Oradea, urmată de CS Rapid București și FC Argeș Pitești. 
În 2018–19, Turneul de promovare a fost anulat din cauza numărului de echipe rămase din Divizia A1. Nici în sezonul 2019-20 nu a existat competiție, din cauza Pandemiei de Covid-19 , CSU Tîrgu Mureș fiind promovată în Divizia A1.

## Clasamentul all-time al campioanelor Diviziei A2 de volei feminin
| Club                       | Titluri | Vicecampioane |
| -------------------------- | ------- | ------------- |
| CSU Galați                 | 2       | 2             |
| CS "U" NTT Data Cluj       | 2       | 1             |
| FC Argeș Volei             | 1       | 1             |
| CS Pro Volei Botoșani      | 1       | 0             |
| CSM Volei Alba Blaj        | 1       | 0             |
| ACS Penicilina Iași        | 1       | 0             |
| CS Rapid București         | 1       | 0             |
| SCM Pitești                | 1       | 0             |
| Timișoara VC               | 1       | 0             |
| CSM Constanța              | 1       | 0             |
| ACS Știința Miroslava Iași | 0       | 2             |
| CSM București              | 0       | 1             |
| CSM Comision Braila        | 0       | 1             |
| CSM Târgoviște             | 0       | 1             |
| CSU Oradea                 | 0       | 1             |
| CSM Corona Brașov          | 0       | 1             |
| CS Medgidia                | 0       | 1             |